# Marián Čišovský
Marián Čišovský est un footballeur international slovaque né le 2 novembre 1979 à Humenné (Tchécoslovaquie) et mort le 28 juin 2020. 

## Carrière
Marián Čišovský évoluait au poste de défenseur central.
Il possède 15 sélections en équipe de Slovaquie.

## Mort
Marián Čišovský est mort le 28 juin 2020 après avoir lutté contre la sclérose latérale amyotrophique (SLA) incurable pendant six ans.

## Clubs
- 1996-1999 :  HFC Hummené  Slovaquie
- 1999-2004 : FK Inter Bratislava  Slovaquie
- 2004-2006 : MŠK Žilina  Slovaquie
- 2006-2008 : Artmedia Bratislava  Slovaquie
- 2008-2011 : FC Timișoara  Roumanie
- 2011-jan. 2015 : FC Viktoria Plzeň  République tchèque

## Palmarès
- Coupe de Slovaquie de football : 1996, 2000, 2001, 2008
- Championnat de Slovaquie de football : 2000, 2001, 2008
- Champion de Tchéquie : 2013